# Hannovers voetbalkampioenschap 1905/06
In 1905/06 werd het derde Hannovers voetbalkampioenschap gespeeld, dat georganiseerd werd door de Hannoverse voetbalbond. Hannoverscher FC 96 werd kampioen. Door de oprichting van de Noord-Duitse voetbalbond plaatste de club zich niet meer rechtstreeks voor de eindronde om de Duitse landstitel, maar moest eerst langs de Noord-Duitse eindronde. De club verloor in de eerste ronde van FuCC Eintracht Braunschweig. 
BV Hannovera 1898 was een fusie tussen FV Hannovera 1898 en Hannoverschen BV.

## Eindstand
| Plaats | Club                       | Wed. | W | G | V | Saldo | Ptn |
| ------ | -------------------------- | ---- | - | - | - | ----- | --- |
| 1.     | Hannoverscher FC 96        | 4    | 4 | 0 | 0 | 21:7  | 8:0 |
| 2.     | FC Eintracht 1898 Hannover | 4    | 1 | 1 | 2 | 11:8  | 3:5 |
| 3.     | BV Hannovera 1898          | 4    | 0 | 1 | 3 | 4:21  | 1:7 |

|  | Kampioen |